# Карини, Эктор Фабиан
Эктор Фабиан Карини (исп. Héctor Fabián Carini Hernández; родился 26 декабря 1979 года в Монтевидео) — уругвайский футболист, игравший на позиции вратаря. Основной вратарь сборной Уругвая с 1999 по 2009 год (с перерывами).

## Биография
В сборной, которую Ассоциация Футбола Уругвая послала на Кубок Америки в Парагвай в 1999 году, выступали в основном игроки молодёжного состава. Несмотря на это, уругвайцы сумели дойти до финала, чему во многом поспособствовало вратарское мастерство Карини, где уступили явно более опытной сборной Бразилии. В четвертьфинале и полуфинале турнира уругвайцы брали верх над соперниками в серии послематчевых пенальти, и в обоих случаях героем становился Фабиан Карини.
В 2002 году выступил со своей сборной в финальной стадии чемпионата мира в Японии и Корее.
После переезда в Европу, Карини довольно долго сидел в запасе таких клубов как «Ювентус» и миланский «Интер», что иногда приводило к тому, что его переставали вызывать в сборную страны. Чтобы получить больше игровой практики, в 2007 году Карини перешёл в состав испанского клуба «Реал Мурсия».
В 2007 году основным вратарём сборной стал Хуан Кастильо, но серьёзная травма, полученная им в игре за бразильский «Ботафого» в 2008 году, позволила Карини вернуть себе статус вратаря сборной.
В 2011—2012 годах выступал за «Пеньяроль», однако Карини не сумел стать однозначно первым номером в команде и в середине 2012 года стал свободным агентом. В 2014—2016 годах выступал за «Хувентуд». 3 января 2017 года подписал контракт с «Монтевидео Уондерерс» сроком на один год. Однако уже 11 января объявил о завершении профессиональной карьеры в связи с постоянными болями в спине.

## Титулы
- Чемпион Италии (2): 2002, 2007
- Обладатель Кубка Италии (1): 2005
- Вице-чемпион Кубка Америки (1): 1999
- Финалист Кубка Либертадорес (1): 2011